# Église de la Nativité-de-la-Vierge de Bissy-sur-Fley
L'église de la Nativité-de-la-Vierge de Bissy-sur-Fley est une église catholique située à Bissy-sur-Fley, dans le département de Saône-et-Loire, en France. Elle relève de la paroisse Saint-Louis-entre-Grosne-et-Guye (siège à Saint-Gengoux-le-National).

## Protection
Cette église romane dont les parties les plus anciennes datent du XIe siècle a fait l’objet d’une inscription au titre des monuments historiques en 1971.

## Présentation
Elle se compose d'une nef remontant au XIe siècle, d'une chapelle seigneuriale (datant du XVe siècle), d'un chœur et d'un clocher (de l’époque moderne).
La chapelle seigneuriale, ajoutée au XVe siècle, est celle de la famille Launay. On y remarque une clef de voûte représentant la Trinité tandis que sur des consoles sculptées figurent les symboles des quatre Évangélistes. 

## Restauration
De juillet à septembre 1974, cet édifice a bénéficié d'une restauration de la totalité de ses toitures, couvertes de laves : clocher, chœur, nef, porche, pignons et contreforts. À cette occasion, un coq sorti de l'atelier du forgeron du village fut hissé au sommet du clocher pour y être installé.

## Culte
Édifice consacré du diocèse d'Autun relevant de la paroisse Saint-Louis-entre-Grosne-et-Guye (siège à Saint-Gengoux-le-National) – qui en est affectataire au titre de la loi de 1905 –, l'église de Bissy-sur-Fley est, plusieurs siècles après sa construction, un lieu de culte catholique.